# بنك تركيا للأعمال
بنك تركيا للأعمال أو ببساطة بنك الأعمال هو أكبر بنك في تركيا . كان أول بنك أسسته الجمهورية التركية. حصل بنك إيسبانك على المرتبة 96 في استبيان لـ «أكبر 1000 بنك في العالم».  وقد تم تصنيفه و 447 على قائمة فوربس جلوبال 2000 لعام 2015.  وكان له ربح إجمالي لعام 2015 بقيمة 3.023 مليار ليرة تركية جديدة.  و 6.8 مليار دولار أمريكي في المستوى الأول من رأس المال، على النحو المحدد من قبل بنك بازل للتسويات الدولية .

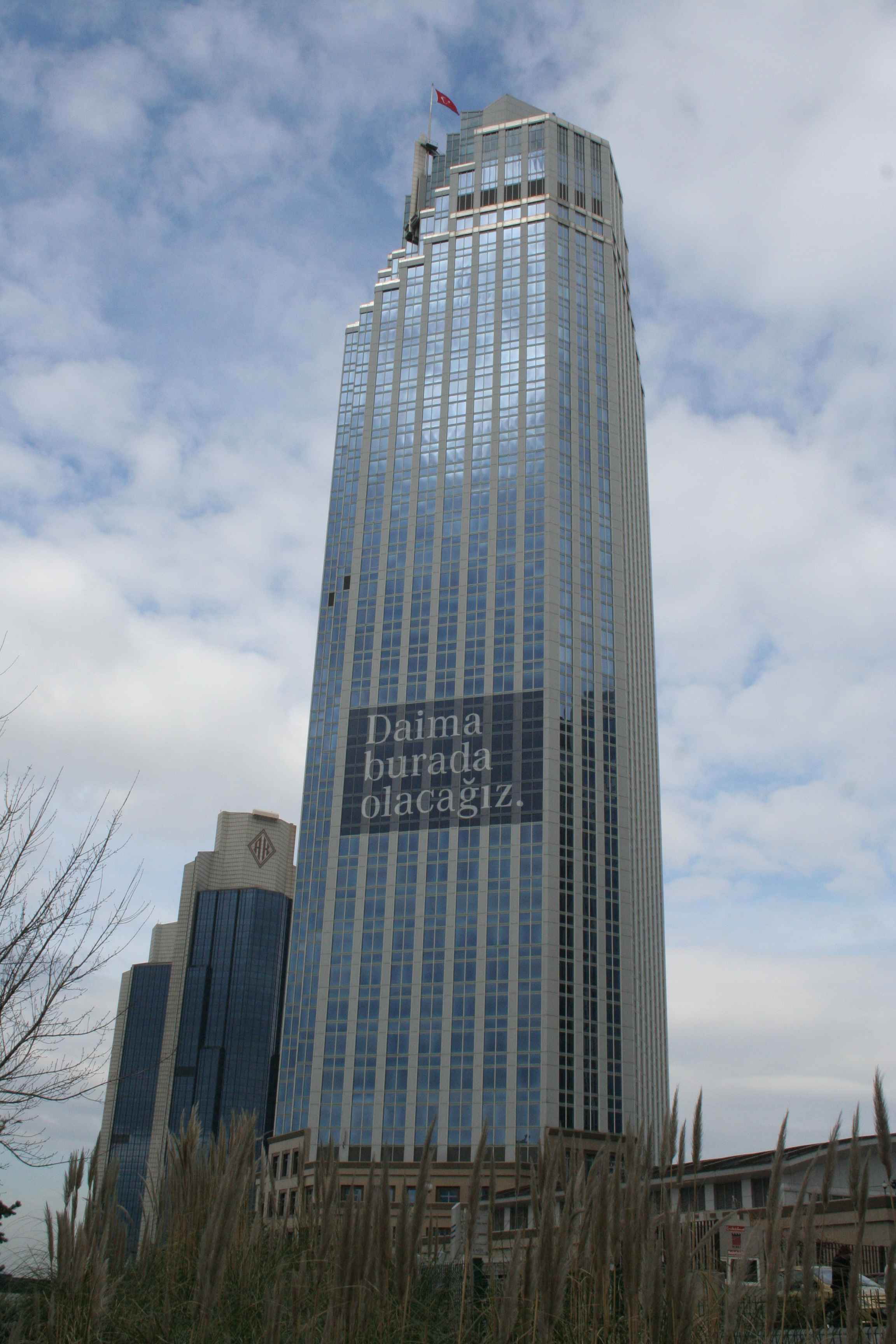
مقر İşBank العالمي في ليفنت ، اسطنبول

يدير البنك 1,354 فرعًا محليًا، مما يجعله أحد أكبر شبكات الفروع في تركيا. تتألف شبكة البنك الدولية من 16 فرعًا في الجمهورية التركية لشمال قبرص وفرعين في كل من العراق وكوسوفو والمملكة المتحدة،  وفرع واحد في البحرين والقاهرة وشنغهاي. لدى فرع البنوك الألمانية في 13 فرعًا في ألمانيا وفرع واحد في كل من هولندا وفرنسا وسويسرا وبلغاريا. لدى فرع البنوك الروسية في11 فرعًا في روسيا. يوجد أيضًا فرع في جورجيا ولها فروع في تبليسي وباتومي.